# Alpla

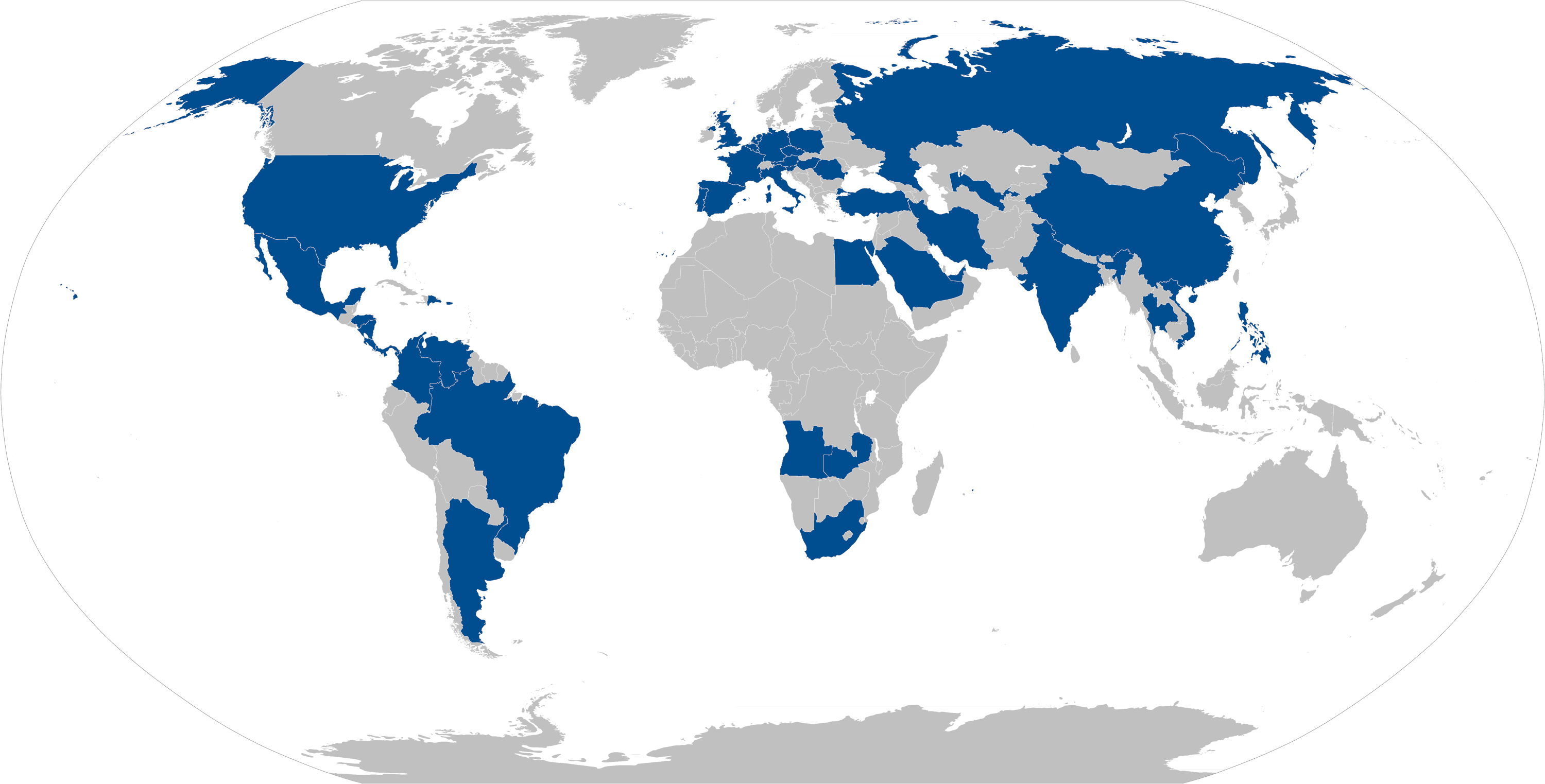
Groupe ALPLA dans le monde

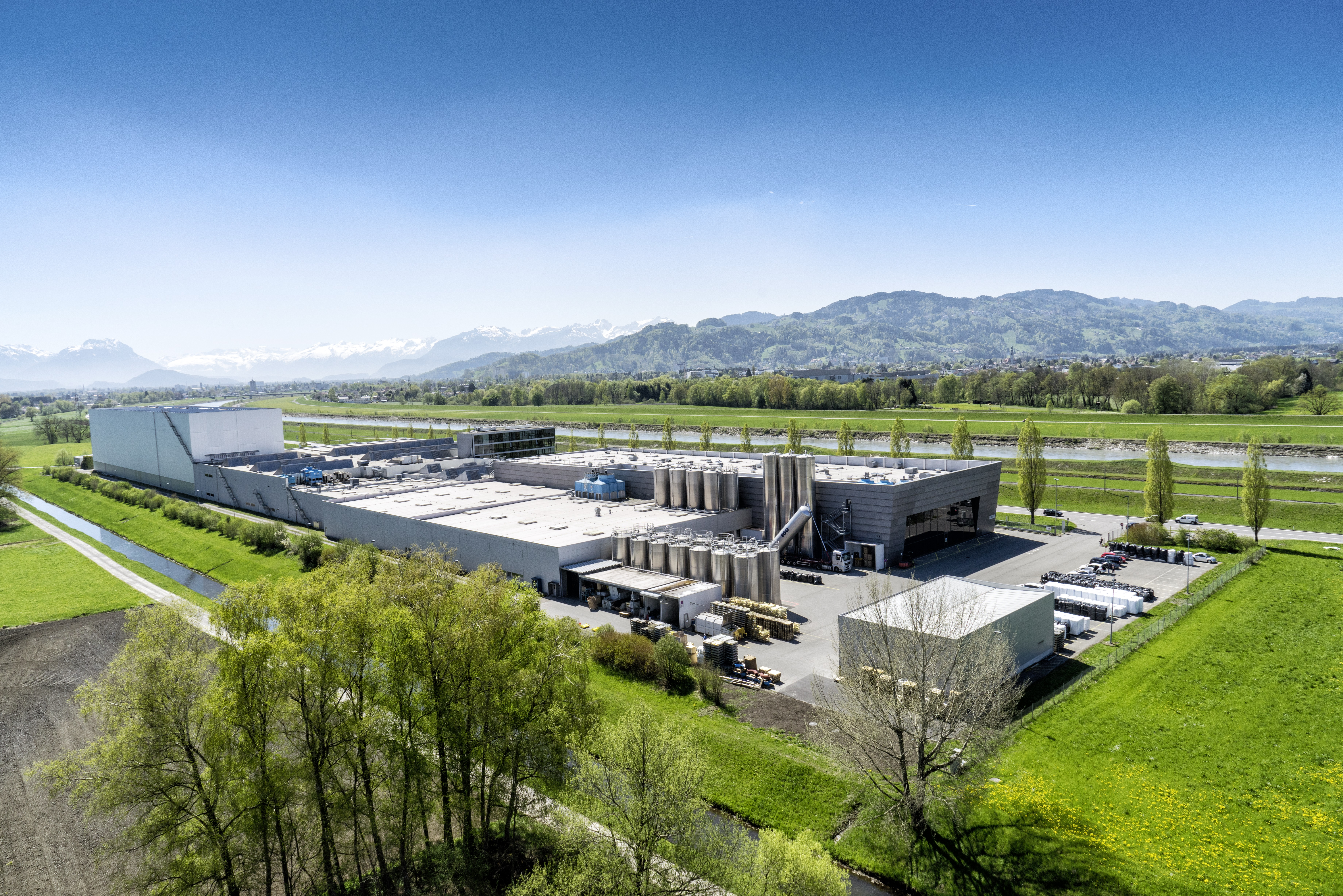
Usine Fussach

ALPLA, autrement dit groupe ALPLA, est un fabricant et recycleur de plastique autrichien d'envergure internationale dont le siège est à Hard, spécialisé dans les bouteilles et bouchons moulés par soufflage, les pièces moulées par injection, les préformes et les tubes. C'est l'un des plus grands producteurs de solutions d'emballage en plastique rigide au monde, avec un total de 196 usines de production dans 47 pays à travers le monde, soit environ 1 000 000 habitants. 23 300 salariés et un chiffre d'affaires annuel de 4,7 milliards d'euros en 2022. Début 2021, le groupe ALPLA a annoncé qu'il investirait en moyenne 50 millions d'euros par an jusqu'en 2025 dans le développement continu de ses activités de recyclage.

## Histoire
L'entreprise a été fondée en 1955 sous le nom d'"Alpenplastik Lehner Alwin OHG" et emploie aujourd'hui environ 23 300 personnes dans 47 pays à travers le monde (dont environ 1 191 dans le Vorarlberg, en Autriche ).
Le siège social de l'entreprise se trouve à Hard, en Autriche. ALPLA construit ses usines partout dans le monde, à proximité des usines de remplissage des clients ou même à l'intérieur des bâtiments des clients (appelées : usines internes ). 68 usines ALPLA ont été construites à côté du système de remplissage du client.
En novembre 2023, ALPLA a acquis une participation majoritaire dans la société marocaine Atlantic Packaging.

## Sponsoring
Le club sponsorise le club masculin de handball de l'Alpla HC Hard au moins depuis les années 2000.